# Рехлін
Рехлін (нім. Rechlin) — громада в Німеччині, розташована в землі Мекленбург-Передня Померанія. Входить до складу району Мекленбургіше-Зенплатте. Складова частина об'єднання громад Ребель-Мюріц.
Площа — 77,28 км2. Населення становить 2043 ос. (станом на 31 грудня 2020).

## Галерея

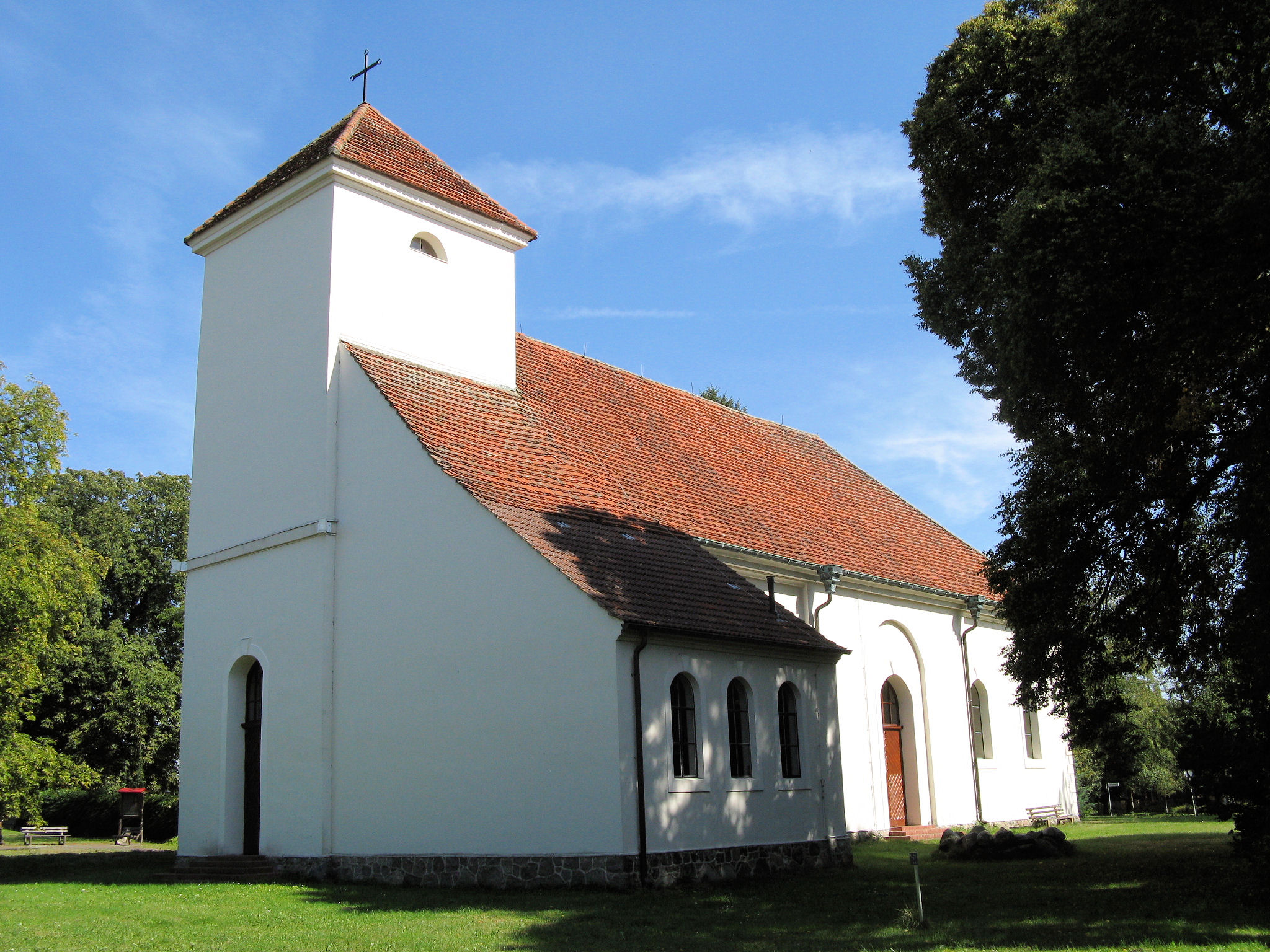
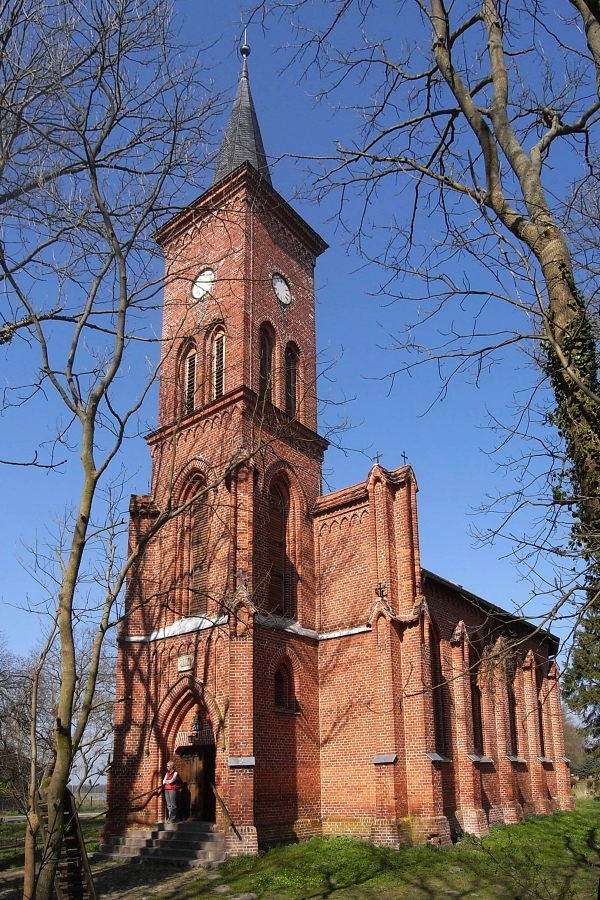
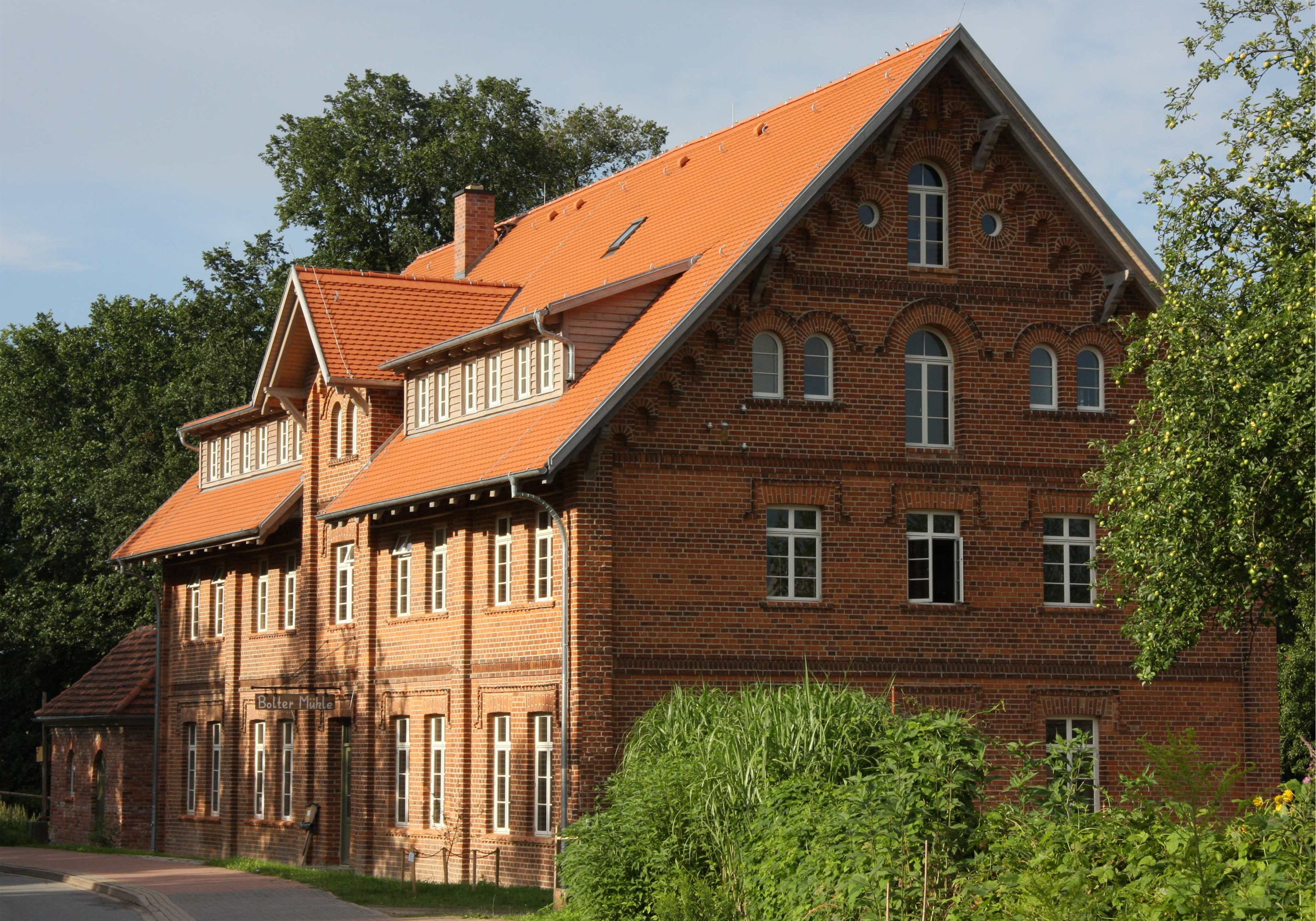
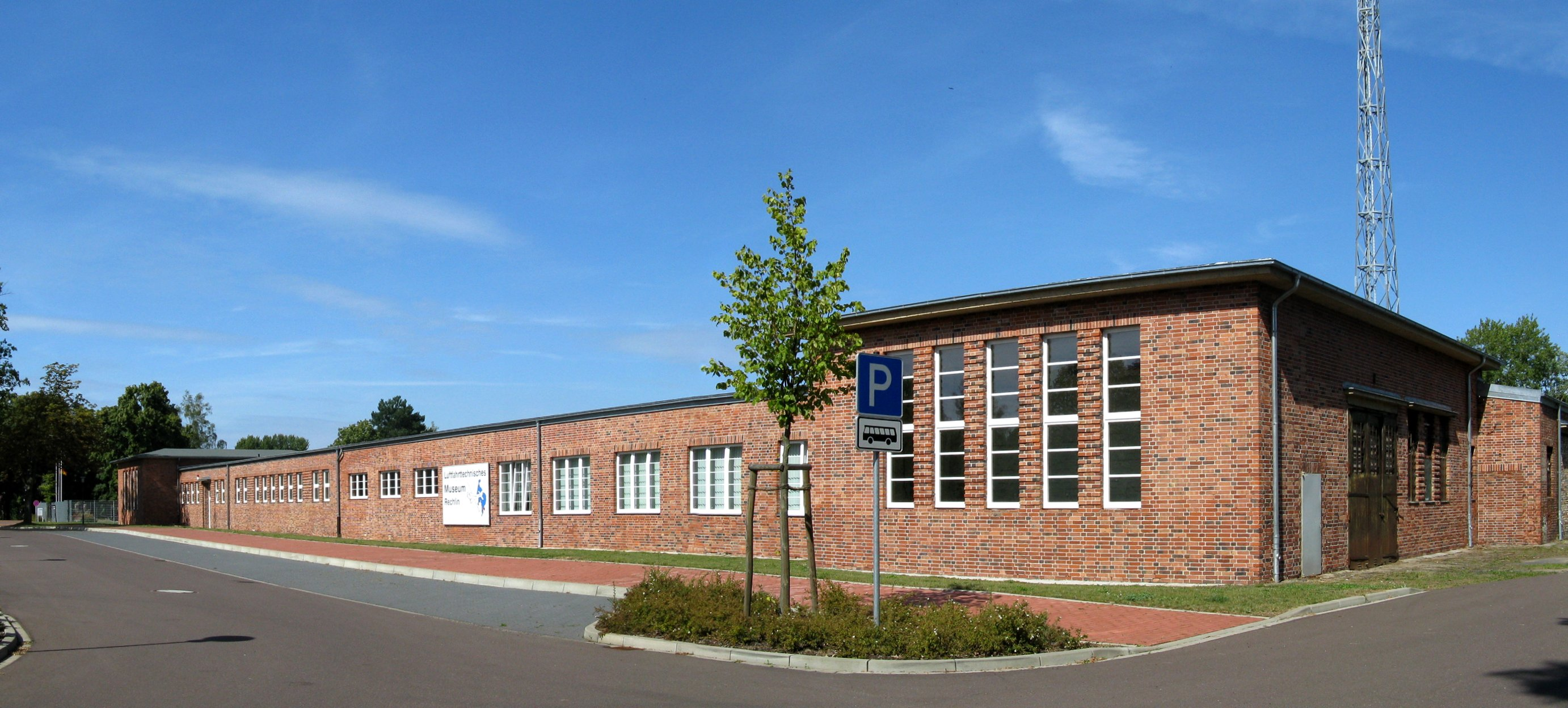
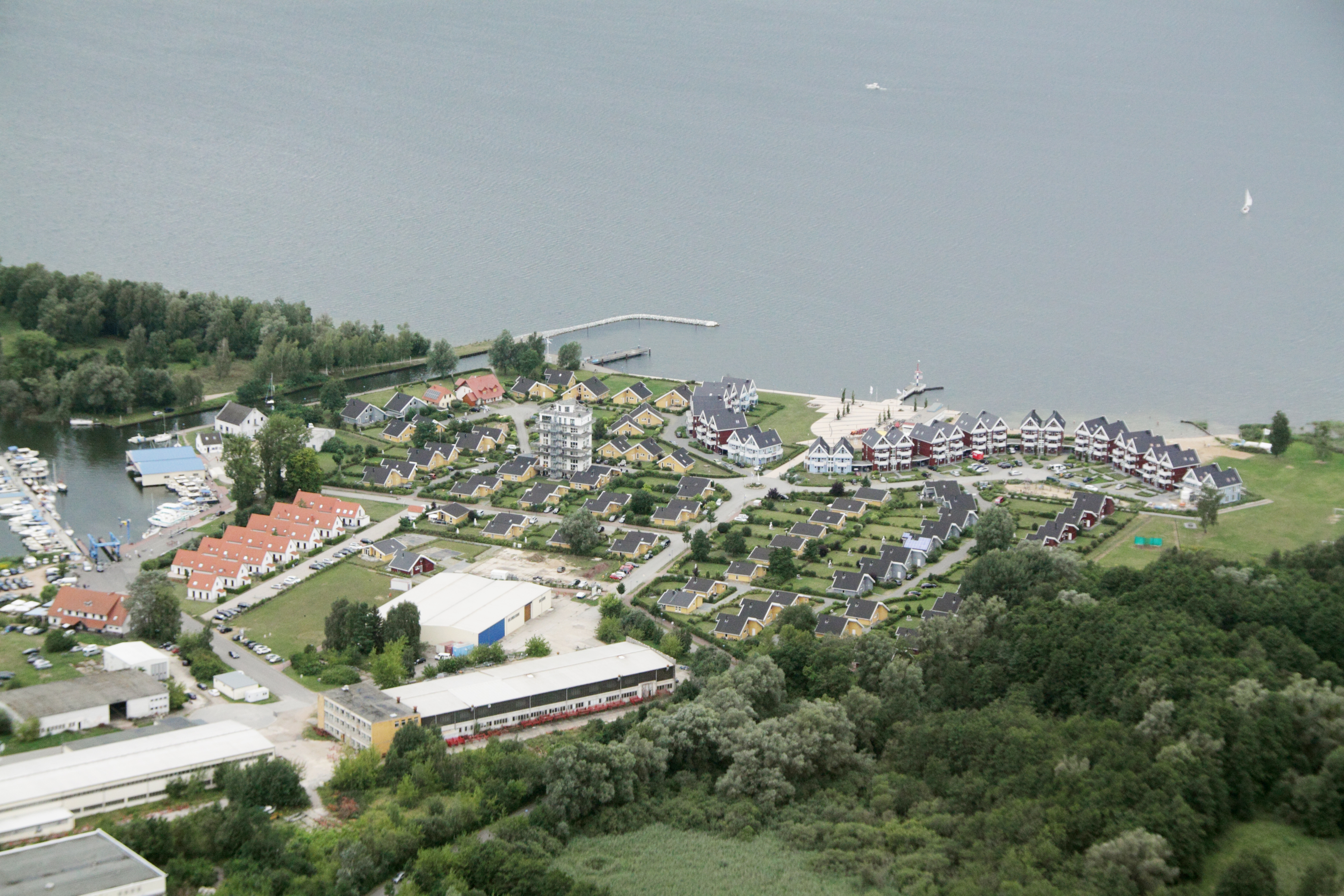